# کادورث، ساوث یورکشر
کادورث (به انگلیسی: Cudworth) یک روستا و منطقه شهری در بریتانیا است که در یورک‌شر جنوبی واقع شده‌است. کادورث ۱۰٬۹۷۷ نفر جمعیت دارد.